# Milan Prelog (1879.)
Milan Prelog (Zagreb, 8. veljače 1879. – Zagreb, 24. prosinca 1931.), bio je hrvatski povjesničar i prevoditelj.

## Životopis
Milan Prelog rodio se u Zagrebu 1879. godine. Otac je hrvatskoga nobelovca Vladimira Preloga i povjesničara umjetnosti Milana Preloga, te djed informatičara i diplomata Nenada Preloga. Osnovnoškolsko obrazovanje stekao je u Zagrebu gdje je i maturirao u Klasičnoj gimnaziji 1896. godine. Studij povijesti završio u Pragu gdje je i doktorirao 1900. godine. Bio je profesorom na gimnazijama u Sarajevu i Osijeku. Profesorom opće povijesti srednjeg i novog vijeka na Filozofskom fakultetu u Zagrebu bio je od 1922. do 1926. godine. Dio je karijere proveo u Makedoniji, gdje je također bio profesorom opće povijesti srednjeg vijeka na Filozofskom fakultetu u Skoplju od 1927. do 1931. godine.
Umro je u Zagrebu 24. prosinca 1931. godine od posljedica ozljede koju je zadobio 8. studenoga 1931. godine, na biralištu, padom na klizavim drvenim stubama jedne skopske osnovne škole.

## Nepotpun popis djela
- Boje Chorvatů s Benátčany za národní dynastie, (Borbe Hrvata s Mlečanima za narodne dinastije), Prag, 1900.
- Povijest Bosne od najstarijih vremena do propasti Kraljevstva, Sarajevo, 1912.
- Povijest Bosne u doba osmanlijske vlade, I–II, Naklada J. Studničke i druga, Sarajevo, 191?, (prijetisak 1. izd., Povijest Bosne u doba osmanlijske vlade (I.-II. dio), Fortuna d.o.o., Zagreb, 2009.)
- Repetitorij povijesti Austro-Ugarske monarhije, Sarajevo, 1907.
- Pregled povijesti Južnih Slavena Srba, Hrvata i Slovenaca, Dio I. Od najstarijih vremena do početka XVI. stoljeća, 1920., (2. izd. 1922.); Dio II., 1921., Naklada knjižare B. Buchwald i Drug, Sarajevo.
- Repetitorij povijesti Srba, Hrvata i Slovenaca, Zagreb, 1923.
- Strossmayerova čitanka, Zagreb, 1924.
- Slavenska renesansa: 1780. – 1848., Naklada jugoslavenske štampe d.d., Zagreb, 1924. (repr. Ex Libris, Rijeka, 2007.)
- Istorijski portreti i članci, Beograd, 1926.
- Istorija slobodnog zidarstva, Zagreb, 1929.
- Pout Slovanů do Moskvy roku 1867, Prag, 1931.

## Vanjske poveznice
- Matasović, Josip, Milan Prelog // Narodna starina, sv. 11, br. 28. (1932.), str. 115. – 130. (Hrčak)
- Milan Prelog: Povijest Bosne od najstarijih vremena do propasti kraljevstva
- Milan Prelog: Povijest Bosne u doba osmanlijske vlade I.